# Topolino giardiniere (film 1935)
Topolino giardiniere (Mickey's Garden) è un film del 1935 diretto da Wilfred Jackson. È un cortometraggio d'animazione della serie Mickey Mouse, distribuito negli Stati Uniti dalla United Artists il 13 luglio 1935.

## Trama
Il giardino di Topolino è invaso dagli insetti e lui li combatte con l'insetticida, ma presto lo esaurisce e gli insetti sono nuovamente liberi di banchettare. Topolino prepara allora dell'altro insetticida e cerca di avvelenare gli insetti, ma la pompa è bloccata e quindi cerca di sbloccarla. Nel frattempo Pluto, inseguendo un insetto, è rimasto con la testa bloccata in una zucca. Mentre corre all'impazzata per il giardino tentando di liberarsi, si scontra con Topolino, che si spruzza addosso l'insetticida che aveva in mano e inizia ad avere le allucinazioni.

Topolino alle prese con un bruco

Topolino si ritrova in una realtà distorta dove lui, la sua casa e Pluto sono rimpiccioliti mentre gli insetti e le piante sono giganteschi. Gli insetti si mettono a bere l'insetticida, che invece di ucciderli dà loro una sensazione di ebbrezza. Cominciano quindi a inseguire Topolino e Pluto (liberatosi dalla zucca ingigantita). Per sfuggire a un coleottero, Topolino e Pluto salgono su un fiore ma sono cacciati via da un'ape. Pluto viene poi inghiottito da una lucciola col singhiozzo, mentre Topolino si imbatte in un verme con cui inizia a lottare.
Alla fine Topolino si sveglia e scopre, con sua grande gioia, che il verme era in realtà il suo tubo per innaffiare. Pluto riesce a liberarsi dalla zucca schiantandosi casualmente su Topolino, quindi inizia a leccarlo.

## Distribuzione

### Edizione italiana
Il film fu distribuito in Italia nel 1937 in lingua originale. Il primo doppiaggio italiano conosciuto è quello realizzato dalla Royfilm per l'inclusione nella VHS del marzo 1986 Winny Puh a tu per tu. Nel febbraio 1991 il corto fu incluso nella VHS Topolino superstar con un nuovo doppiaggio ad opera della stessa società (con la collaborazione del Gruppo Trenta), poi utilizzato in tutte le successive occasioni. Non essendo stata registrata una colonna internazionale, in entrambi i casi è stata alterata la musica presente durante l'unica battuta del film (pronunciata da Topolino nel finale).

### Edizioni home video

#### VHS
America del Nord
- Here's Mickey! (1987)

Italia
- Winny Puh a tu per tu (marzo 1986)[3]
- Topolino superstar (febbraio 1991)[4]
- Paperino & C. - Professione buonumore (24 aprile 2001)[5]

#### DVD
Una volta restaurato, il cortometraggio fu distribuito per la prima volta in DVD-Video nel primo disco della raccolta Topolino star a colori, facente parte della collana Walt Disney Treasures e uscita in America del Nord il 4 dicembre 2001 e in Italia il 21 aprile 2004. In America del Nord fu incluso anche nel DVD Starring Mickey, uscito l'11 gennaio 2005 come primo volume della collana Classic Cartoon Favorites.